# Honey Irani
Honey Irani (ur. 17 stycznia 1950)  – indyjska scenarzystka filmowa. 
Honey Irani zaczęła karierę w Bollywoodzie, grając jako dziecko role w filmach takich jak Chirag Kahaan Roshni Kahaan i Bombay Ka Chor. Zagrała w 72 filmach. Potem stała się znana autorka scenariuszy i wyreżyserowała Armaan. Nagrodzona za scenariusze do filmów Znalazłem cię, Kaho Naa... Pyaar Hai, Chwile i Kya Kehna.
W przeszłości była zamężna z Javed Akhtara, scenarzystą filmu Sholay. Matka reżysera Farhana Akhtara oraz Zoyi Akhtar. Ciotka Farah Khan, reżyserki filmu Om Shanti Om.

## Wybrana filmografia

### Scenarzystka
1. Har Pall (2007), dialogi
2. Krrish (2006), scenariusz
3. Znalazłem cię (2003), scenariusz
4. Armaan (2003), scenariusz
5. Albela (2001)
6. Kya Kehna (2000)
7. Kaho Naa... Pyaar Hai (2000), scenariusz
8. Laawaris (1981), scenariusz
9. Jab Pyaar Kisise Hota Hai (1998), scenariusz
10. Aur Pyaar Ho Gaya (1997), story
11. Suhaag (1994), scenariusz
12. Strach (1993), scenariusz
13. Aaina (1993), scenariusz
14. Parampara (1992), scenariusz
15. Chwile (1991), scenariusz

### Aktorka
1. Seeta Aur Geeta (1972), jako Sheila
2. Amar Prem (1971)
3. Kati Patang (1970) jako Manorama ("Munni")
4. Chandi Ki Deewar (1964)
5. Soorat Aur Seerat (1962)
6. Chirag Kahan Roshni Kahan (1959)
7. Qaidi No. 911 (1959)

### Reżyserka
1. Armaan (2003)